# 촉금인가
《촉금인가》(蜀锦人家)는 2024년 방송되었던 중국의 드라마이다.

## 줄거리
- 익주의 염색 천재 ‘계영영’은 아버지의 죽음 후 완화 염색방을 이끌며 정혼자 ‘조수연’과의 혼인을 기다리지만, 조 씨 집안의 반대로 무산될 위기에 처한다. 한편, 익주에 부임한 관리 ‘양정란’은 어린 시절 인연이 있던 ‘계영영’과 다시 마주하며 가까워지고, 남조의 백왕 ‘성풍택’은 염색 기술을 노리고 완화 염색방을 위협한다. 장인들을 지키려는 ‘계영영’, 그녀를 구하기 위해 남조로 향하는 ‘양정란’. 위기 속에서 두 사람의 관계도 변해가는데….

## 등장 인물
- 담송운 - 계영영 역
- 정예청 - 양정란 역
- 경초 (经超) - 성풍택 역
- 천샤오윈 - 옥령롱 역
- 왕예락 (王艺诺) - 우오낭 역
- 조화위 (赵华为) - 조수연 역
- 수준파 (隋俊波) - 계서씨 역
- 마소화 (马少骅) - 우수 역
- 커우전하이 - 조노태야 역
- 주결경 - 녕대 역
- 금가 (金珈) - 성풍우 역
- 왕무뢰 (王茂蕾) - 양이야 역
- 류은상 (刘恩尚) - 화상용 역
- 이흔택 (李欣泽) - 제갈홍 역
- 혁뢰 (赫雷) - 계요정 역
- 강래 (姜来) - 상십사 역
- 록기 (鹿骐) - 성대랑 역